# Україна вражає
Україна вражає — українська пізнавальна програма, присвячена подорожам. Виходила на телеканалі «Інтер».

## Історія
Ідея програми виникла в редакції програми «Ранок з Інтером». Спочатку це була рубрика в ранковій програмі, яка поступово перетворилася в окрему програму 2017 року.
У 2014 році Володимир Андрієвський створив випуск про Тунель кохання. Ролик показаний в «Ранку з Інтером» 21 липня 2014 року.
Восени 2014 року рубрика називалася «Україна містична».
У 2015 році ведучим був Роман Кадемін.
Перший випуск повноцінної програми вийшов 4 лютого 2017 року. Програму вела Валерія Мікульська. У 2017 році було показано 15 випусків.
У 2018 році було показано 3 випуски другого сезону програми:
- Подорож на Закарпаття (19 вересня)
- Тернопільщина (24 вересня)
- Львівщина (2 жовтня).